# Tom Campagne
Tom Campagne, né le 14 novembre 2000 à Saint-Jean, est un athlète français, spécialiste du saut à longueur. Il est licencié au Stade bordelais athlétisme.

## Biographie
Il remporte le concours de saut en longueur des championnats de France d'athlétisme en salle 2022 avec une performance de 7,93 m. 
Il remporte le concours de saut en longueur des championnats de France d'athlétisme en plein air 2024 avec une performance de 8,05 m. 
Il porte son record à 8,12 m à Pezenas le 10 juin 2023.  
Il termine 5ème des championnats d' Europe 2024 avec un saut de 8m08. 
Il est sélectionné pour les Jeux olympiques de Paris 2024. 

## Palmarès
| Date | Compétition                     | Lieu    | Résultat | Épreuve          | Marque |
| ---- | ------------------------------- | ------- | -------- | ---------------- | ------ |
| 2020 | Championnats de France en salle | Liévin  | 3e       | Saut en longueur | 7,60 m |
| 2020 | Championnats de France          | Albi    | 3e       | Saut en longueur | 7,80 m |
| 2022 | Championnats de France en salle | Miramas | 1er      | Saut en longueur | 7,93 m |
| 2022 | Championnats de France          | Caen    | 5e       | Saut en longueur | 7,67 m |
| 2024 | Championnats de france          | Angers  | 1er      | Saut en longueur | 8,05 m |
| 2025 | Championnats de france          | Talence | 1er      | Saut en longueur | 8,27 m |

| Date | Compétition                   | Lieu  | Résultat | Épreuve          | Marque |
| ---- | ----------------------------- | ----- | -------- | ---------------- | ------ |
| 2019 | Championnats d'Europe juniors | Borås | 5e       | Saut en longueur | 7,43 m |
| 2024 | Championnats d'Europe         | Rome  | 5e       | Saut en longueur | 8,08 m |
| 2024 | Jeux olympiques               | Paris | 28e      | Saut en longueur | 7,51 m |

## Records
| Épreuve          | Épreuve   | Performance | Lieu    | Date            |
| ---------------- | --------- | ----------- | ------- | --------------- |
| Saut en longueur | Plein air | 8,27 m      | Talence | 2 août 2025     |
| Saut en longueur | Salle     | 8,00 m      | Paris   | 11 février 2024 |